# Pes wèlter
Pes wèlter és una categoria competitiva de la boxa i d'altres esports de combat, la qual agrupa competidors de pes intermedi. A la boxa professional la categoria abasta els púgils que pesen més de 63,503 quilos (140 lb) i menys de 66,678 quilos (147 lb). A la boxa amateur (homes majors) la categoria abasta els boxejadors que pesen més de 64 quilos (141,10 lb) i menys de 69 quilos (152,12 lb).
Pel que fa a la boxa professional, la categoria immediata anterior és el pes superlleuger i la immediata superior el pes superwèlter. Quant a la boxa amateur, la categoria immediata anterior és el pes wèlter lleuger i la immediata superior el pes mitjà.
El pes wèlter és una de les vuit categories tradicionals de la boxa: mosca, gall, ploma, lleuger, wèlter, mitjà, semipesant i pesant.
El terme també és sovint utilitzat per designar una categoria d'altres esports de combat com el kickboxing i el taekwondo.

## Dones i cadets
A la boxa professional no hi ha diferències entre homes i dones, pel que fa als límits entre les categories, amb l'aclariment que entre les dones no existeix la categoria de pes superpesant i, per tant, la categoria màxima és pes pesant.
A la boxa d'aficionats sí que hi ha diferències en els límits de les categories, entre els homes majors (adults i juniors), pel que fa a les dones i els cadets (menors d'edat). En el cas de la boxa femenina de la categoria semipesant és la següent:
- Límit inferior: 60 quilos.
- Límit superior: 64 quilos.